# Brasileiros (revista)
Brasileiros foi uma revista mensal de reportagens publicada pela Brasileiros Editora Ltda., lançada em julho de 2007.A  editora  é dirigida por Hélio Campos Mello e tem no seu Conselho Editorial os jornalistas Fernando Morais, Jorge Caldeira, Luiz Lara, Miguel Nicolelis, Nirlando Beirão e Ricardo Kotscho, entre outros.

## História
Com uma circulação de cerca de trinta mil exemplares por edição,[carece de fontes?], a revista abordava aspectos da cultura do Brasil e da vida dos brasileiros (famosos ou não). A edição de maior destaque da revista talvez tenha sido a de nº 6  ), que trazia uma entrevista do presidente da república Luiz Inácio Lula da Silva, feita  por Ricardo Kotscho, e um encarte especial dos melhores locais para se passar  as férias.

### Arte! Brasileiros
A partir de maio de 2017, a revista deixou de circular em formato impresso e migrou integralmente para o portal PáginaB!, lançado em agosto do mesmo ano. A direção e os colaboradores permanecem basicamente os mesmos. Posteriormente, o PáginaB mudou para ARTE!Brasileiros.

## Prêmios
Prêmio Vladimir Herzog
Prêmio Vladimir Herzog de Revista
| Ano  | Obra                       | Veículo de mídia    | Autor          | Resultado |
| ---- | -------------------------- | ------------------- | -------------- | --------- |
| 2013 | "O primeiro voo do condor" | Revista Brasileiros | Wagner William | Venceu    |